# Radilgy
Radilgy (ラジルギ, Rajirugi), aussi appelé Radirgy, est un jeu vidéo de type shoot them up à scrolling vertical développé et édité par Milestone. Initialement sorti sur borne d'arcade en 2005, le jeu a été adapté sur Dreamcast, GameCube et PlayStation 2 en 2006.